# Simon Licht

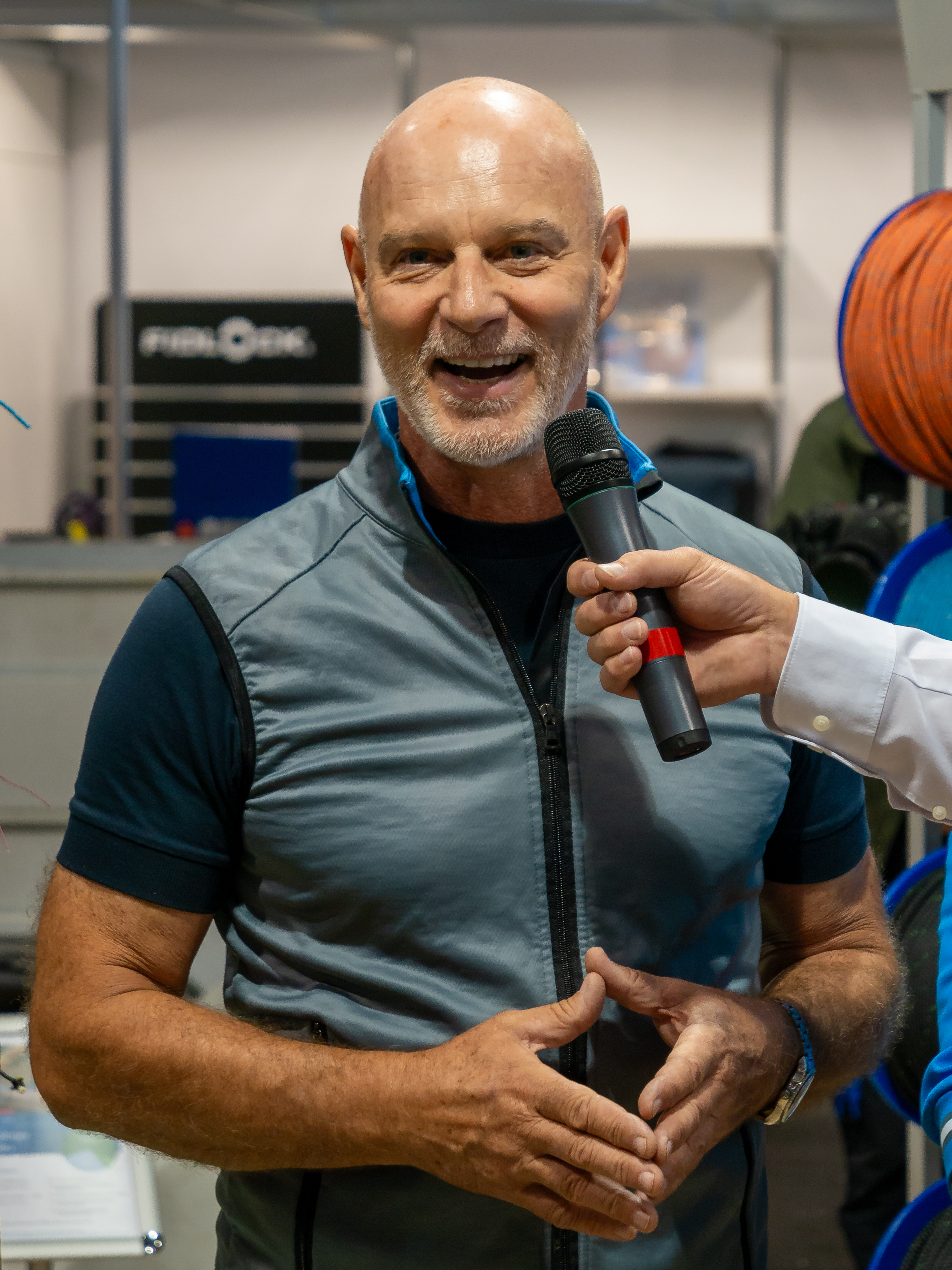
Simon Licht, 2023

Simon Licht (* 8. Juli 1966 in Hückeswagen) ist ein deutscher Schauspieler.

## Biografie
Simon Licht ist zunächst in Wipperfürth aufgewachsen, später in Hannover. Er absolvierte seine Schauspielausbildung von 1988 bis 1991 am Franz Schubert Konservatorium für Musik und darstellende Kunst in Wien. Erste Engagements folgten u. a. am Wiener Theater in der Josefstadt.
Unter anderem spielte er in der Serie Stromberg und im Kino in Oskar Roehlers Filmen Elementarteilchen und Lulu & Jimi mit. 2008 stellte Licht den Rechtsanwalt Horst Mahler in Bernd Eichingers Kinoproduktion Der Baader Meinhof Komplex dar. Er ist in div. Soko-Folgen zu sehen, im Traumschiff Seychellen und in Inga-Lindström-Folgen.

## Sonstige Tätigkeiten
2022 gründete Simon Licht das Start-up Khulula für Sportausrüstungen. Er ist Botschafter der Initiative Gemeinsam gegen Depression.

## Filmografie (Auswahl)
- 1991: Die Hausmeisterin
- 1995: girl friends – Freundschaft mit Herz
- 1996: Große Freiheit
- 1996: Großstadtrevier
- 1996: Tatort – Der Entscheider
- 1997: St. Angela
- 1997: Tatort – Bluthunde
- 1998: Tatort – Jagdfieber
- 1998: Lexx – The Dark Zone
- 1998: Kubanisch rauchen
- 1999: Unser Lehrer Doktor Specht
- 1999: Sinan Toprak ist der Unbestechliche
- 1999: In aller Freundschaft
- 1999: Ärzte
- 1999: Dr. Stefan Frank – Der Arzt, dem die Frauen vertrauen – Die Macht der Gedanken
- 1999: Männer aus zweiter Hand
- 1999: Polizeiruf 110 – Kopfgeldjäger
- 1999: Der Solist – Kuriertag
- 1999: Die Motorrad-Cops – Hart am Limit
- 1999: Gefangen im Jemen
- 2000, 2013: Alarm für Cobra 11 – Die Autobahnpolizei (zwei Folgen)
- 2000: Tödliche Wildnis – Sie waren jung und mussten sterben
- 2000: Tatort – Bienzle und das Doppelspiel
- 2000: SOKO 5113
- 2000: Autsch, Du Fröhliche
- 2001: Der Alte
- 2001: Rosa Roth
- 2003: Der Bulle von Tölz: Strahlende Schönheit
- 2003, 2025: SOKO Köln
- 2003: Affäre zu dritt
- 2005: Siska
- 2005: Elementarteilchen
- 2004: Erbin mit Herz
- 2005: In Sachen Kaminski
- 2006: Mütter, Väter, Kinder
- 2006: Vier Frauen und ein Todesfall
- 2006: SOKO Kitzbühel (Folge: Stalker)
- 2006: Wilsberg – Callgirls
- 2007: Stubbe – Von Fall zu Fall – Schmutzige Geschäfte
- 2007–2009: Stromberg
- 2008: Der Seewolf
- 2008: Der Baader Meinhof Komplex
- 2008: SOKO Donau
- 2009: Mord in bester Gesellschaft: Der süße Duft des Bösen
- 2009: Lulu & Jimi
- 2009: Rote Rosen
- 2009: Beutolomäus und die vergessene Weihnacht
- 2009: Polizeiruf 110 – Klick gemacht
- 2009: Da kommt Kalle: Promille Promille
- 2009: Laible und Frisch
- 2010: Der Mann der über Autos sprang
- 2010: Ungesühnt
- 2010: Countdown – Die Jagd beginnt
- 2010: In aller Freundschaft
- 2011: Der Staatsanwalt
- 2011, 2020: SOKO Stuttgart
- 2011: Ein starkes Team: Am Abgrund
- 2011: Ein Fall für zwei
- 2012: Notruf Hafenkante: Leben daneben
- 2012: Lösegeld
- 2012: Wege zum Glück – Spuren im Sand
- 2012: Der Fall Jakob von Metzler
- 2013: Der letzte Bulle (Fernsehserie, eine Folge)
- 2013: Tatort – Gegen den Kopf
- 2013: Herzensbrecher – Vater von vier Söhnen (Fernsehserie, eine Folge)
- 2014: Der letzte Bulle (Fernsehserie, eine Folge)
- 2014–2019: Dr. Klein (Fernsehserie)
- 2014: Letzte Spur Berlin (Fernsehserie, eine Folge)
- 2015: Elser – Er hätte die Welt verändert
- 2015: Happy Hour
- 2015: Die Kanzlei – Nichts als die Wahrheit; Eine böse Falle
- 2016: Die Kanzlei – Schräge Vögel
- 2016: Ein starkes Team: Knastelse (Fernsehfilm)
- 2016: Der Lehrer – Das ist quasi ’ne Win-win-Situation
- 2016: SOKO Wismar – Numerus Clausus
- 2017: Die Kanzlei – Irrwege; Blutgrätsche
- 2017: Am Ruder
- 2017: Laible und Frisch: Do goht dr Doig
- 2017: Marie Brand und der Liebesmord
- 2017: Hubert und Staller – Haus am See
- 2017: Rewind – Die zweite Chance
- 2018–2019: Beck is back! (Fernsehserie)
- 2018: WaPo Bodensee – Seemärling
- 2018: Dünnes Blut
- 2018: Der Nesthocker (Romantikkömödie)
- 2018: Labaule & Erben
- 2019: Wilsberg – Gottes Werk und Satans Kohle
- 2020: Die Getriebenen
- 2021: Das Traumschiff – Seychellen
- 2021: Der Dänemark-Krimi: Rauhnächte (Filmreihe)
- 2022: Inga Lindström: Geliebter Feind (Fernsehreihe)
- 2022: SOKO Leipzig: Blinde Flecken (Fernsehserie)
- 2023: WaPo Elbe – Gegen den Strom
- 2024: Blutige Anfänger: Angst (Fernsehserie)
- 2024: Die Kanzlei – Spätfolgen, Ein tiefer Fall
- 2024: Bonhoeffer: Pastor. Spy. Assassin.
- 2025: SOKO Potsdam: Liebe macht blind, Au-pair (Fernsehserie)